# مارکوس اوساتف
مارکوس اوساتف (انگلیسی: Markus Osthoff؛ زادهٔ ۱۹ نوامبر ۱۹۶۸) بازیکن فوتبال اهل آلمان است.
از باشگاه‌هایی که در آن بازی کرده‌است می‌توان به باشگاه فوتبال زاربروکن، باشگاه فوتبال دویسبورگ، باشگاه فوتبال آینتراخت برانشوایگ، و باشگاه فوتبال بروسیا مونشن‌گلادباخ اشاره کرد.